# Balša Božović (cầu thủ bóng đá)
Balša Božović (Kirin Serbia: Балша Божовић, sinh ngày 1 tháng 5 năm 1987 ở Podgorica) là một cầu thủ bóng đá người Montenegro thi đấu ở vị trí tiền vệ. Trước đó anh từng đầu quân cho Persela Lamongan và Melaka United.